# Реброплодник камчатский
Реброплодник камчатский (лат. Pleurospermum camtschaticum) — многолетнее травянистое растение, вид рода Реброплодник (Pleurospermum) семейства Зонтичные (Apiaceae).

## Распространение и экология
Ареал вида охватывает Дальний Восток.
Произрастает на лесных полянах в смешанных и хвойных лесах, на приречных лугах.

## Ботаническое описание
Корень толстый, толщиной 2—3 см. Стебель одиночный, бороздчатый, высотой 70—200 см, толщиной 1—Зсм, голый лишь под соцветием коротко шероховатый.
Нижние листья на длинных черешках, пластинка треугольная, длиной 15—30 см, шириной 12—25 см, дважды- или почти трижды перисто-рассечённая, нижние первичные доли на черешочках, вторичные сидячие или низбегающие на черешочек, длиной 6—10 см, шириной 1,5—5 см, по краям глубоко и неровно острозубчатые или перисто-надрезанные, по краям и по жилкам с нижней стороны жёстко-волосистые, по жилкам верхней стороны шероховатые. Верхние — более мелкие и менее сложно-рассечённые, сидячие на полустеблеобъемлющем влагалище.
Главный зонтик крупный, в поперечнике 10—20 см, с 20—60 коротко и жёстко-волосистыми лучами; боковые зонтики с 10—15 лучами, более мелкие, в поперечнике 4—7 см, на конце веток, выходящих очерёдно или мутовчато ниже главного цветоноса и превосходящих по высоте центральный зонтик. Обёртка из многих линейных или ланцетовидных нередко перисто-надрезанных листочков длиной 2—8 см; зонтички главного зонтика многоцветковые, в поперечнике 2—3 см, более мелкие; листочки обёрточки многочисленные, линейно-ланцетовидные, острые или заострённые, по отцветании отогнутые книзу, равные лучам зонтичка или более короткие или же чуть длиннее зонтичка. Зубцы чашечки яйцевидные, перепончатые; лепестки белые или слегка розоватые, широкояйцевидные, цельные, островатые или тупые, нередко с загнутой внутрь верхушкой, длиной около 2—2,5 мм, при основании сразу суженные в короткий ноготок.
Плоды длиной 6—9 мм, шириной 4—6 мм, с острыми по краям, мелко-зазубренными рёбрами; подстолбие коротко-коническое с расширенным по краям волнистым основанием.

## Значение и применение
В небольшом количестве поедается пятнистым оленем (Cervus nippon).

## Таксономия
Вид Реброплодник камчатский входит в род Реброплодник (Pleurospermum) семейства Зонтичные (Apiaceae) порядка Зонтикоцветные (Apiales).
|  |                                      |  |                                                             |                                                             |                     |  | ещё 8 семейств (согласно Системе APG II) | ещё 8 семейств (согласно Системе APG II) |                             |  |  |  | ещё 2 вида |
|  |                                      |  |                                                             |                                                             |                     |  | ещё 8 семейств (согласно Системе APG II) | ещё 8 семейств (согласно Системе APG II) |                             |  |  |  | ещё 2 вида |
|  |                                      |  |                                                             | порядок Зонтикоцветные                                      |                     |  |                                          |                                          | род Реброплодник            |  |  |  |            |
|  |                                      |  |                                                             | порядок Зонтикоцветные                                      |                     |  |                                          |                                          | род Реброплодник            |  |  |  |            |
|  | отдел Цветковые, или Покрытосеменные |  |                                                             |                                                             | семейство Зонтичные |  |                                          |                                          | вид Реброплодник камчатский |  |  |  |            |
|  | отдел Цветковые, или Покрытосеменные |  |                                                             |                                                             | семейство Зонтичные |  |                                          |                                          |                             |  |  |  |            |
|  |                                      |  | ещё 44 порядка цветковых растений (согласно Системе APG II) | ещё 44 порядка цветковых растений (согласно Системе APG II) |                     |  |                                          | ещё более 300 родов                      | ещё более 300 родов         |  |  |  |            |
|  |                                      |  |                                                             | ещё 44 порядка цветковых растений (согласно Системе APG II) |                     |  |                                          |                                          | ещё более 300 родов         |  |  |  |            |